# Saint-Léon (Allier)
Saint-Léon ist eine französische Gemeinde mit 533 Einwohnern (Stand: 1. Januar 2022) im Département Allier in der Region Auvergne-Rhône-Alpes; sie gehört zum Arrondissement Vichy und zum Kanton Moulins-2.

## Geografie
Saint-Léon liegt etwa 32 Kilometer südöstlich von Moulins und etwa 30 Kilometer nordöstlich von Vichy. Umgeben wird Saint-Léon von den Nachbargemeinden Vaumas im Norden und Nordwesten, Saligny-sur-Roudon im Norden und Nordosten, Liernolles im Osten, Montcombroux-les-Mines im Süden und Südosten, Sorbier im Süden und Südwesten sowie Châtelperron im Westen.

## Bevölkerungsentwicklung
| Jahr                       | 1962 | 1968 | 1975 | 1982 | 1990 | 1999 | 2006 | 2013 | 2019 |
| Einwohner                  | 923  | 893  | 858  | 773  | 721  | 652  | 612  | 622  | 543  |
| Quellen: Cassini und INSEE |      |      |      |      |      |      |      |      |      |

## Persönlichkeiten
- Marcel Ray (1878–1951), Germanist, Journalist, Diplomat und Übersetzer

## Sehenswürdigkeiten
Siehe auch: Liste der Monuments historiques in Saint-Léon (Allier)
- Kirche Saint-Côme-Saint-Damien
- Mehrere Schlösser und Herrenhäuser
- Vulkan Puy Saint-Ambroise, erhebt sich auf eine Höhe von 436 Meter

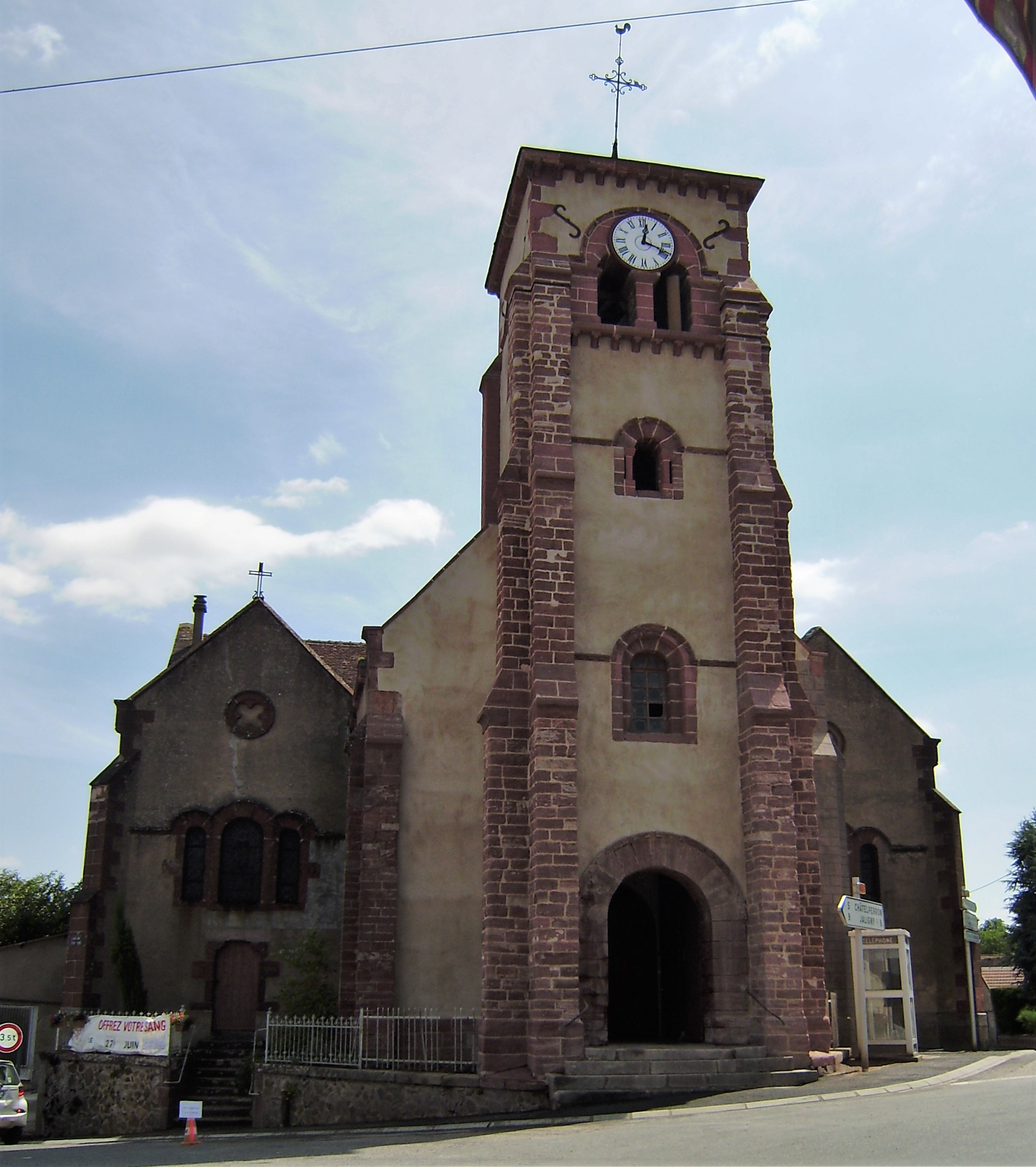
Kirche Saint-Côme-Saint-Damien